# Dixon of Dock Green
Dixon of Dock Green was een Britse BBC-politieserie die liep van 1955 tot 1976 en met 432 afleveringen de op een na langstlopende serie was op de Britse televisie, na Z-Cars.
Begonnen in 1955 en uiteindelijk met het einde in 1976, was Dixon of Dock Green een populaire serie waarvan de huiselijkheid later een handelsmerk zou worden voor het meten van het 'realisme' van de politieseries als Z-Cars en The Bill.  De serie werd opgenomen in een politiebureau in het East End van Londen en de betrokken geüniformeerde politieagenten waren daar bezig met routinetaken op het lagere peil van de criminaliteit
De hoofdpersoon, agent George Dixon, gespeeld door Jack Warner, was een oude-stijl Britse bobby (politieagent).  
In 2005 werd de serie nieuw leven ingeblazen voor BBC-radio, aangepast door Sue Rodwell, met David Calder als George Dixon, David Tennant als Andy Crawford, en Charlie Brooks als Mary Dixon.  Een tweede reeks volgde in 2006, met Hamish Clark die Tennant verving wegens diens Doctor Who-contract.

## Medewerkers aan de serie
- Jack Warner ...  PC George Dixon / ...  (432 afleveringen, 1955)
- Peter Byrne ...  Det.  Sgt.  Andy Crawford / ...  (424 afleveringen, 1955-1975)
- Geoffrey Adams ...  Det.  Con.  'Laudie' Lauderdale / ...  (298 afleveringen, 1958-1972)
- Arthur Rigby ...  Sgt.  Flint (253 afleveringen, 1955-1965)
- Jeanette Hutchinson ...  Mary Crawford / ...  (212 afleveringen, 1956-1969)
- Nicholas Donnelly ...  Sgt.  Johnny Testamenten / ...  (206 afleveringen, 1960-1976)
- Moira Mannion ...  WP Sgt.  Grace Millard / ...  (142 afleveringen, 1956-1961)
- Robert Arnold ...  PC Swain / ...  (132 afleveringen, 1964-1971)
- David Webster ...  Cadet Jamie MacPherson / ...  (92 afleveringen, 1959-1962)
- Graham Ashley ...  PC Tommy Hughes / ...  (79 afleveringen, 1958-1974)
- Robert Cawdron ...  Det.  INSP.  Cherry / ...  (56 afleveringen, 1955-1965)
- Anthony Parker ...  PC Bob Penney (56 afleveringen, 1957-1959)
- Anne Ridler ...  WP Sgt.  Chris Freeman (55 afleveringen, 1962-1964)
- Jocelyn Rhodos ...  WPC Kay Shaw / ...  (54 afleveringen, 1959-1971)
- John Hughes ...  PC John Jones (50 afleveringen, 1962-1964)
- Anne Carroll ...  WPC Shirley Palmer / ...  (50 afleveringen, 1963-1966)
- Peter Thornton ...  PC Burton / ...  (44 afleveringen, 1964-1976)
- Hilda Fenemore ...  Jennie Wren / ...  (43 afleveringen, 1955-1965)
- Michael Osborne ...  PC David Newton (42 afleveringen, 1970-1972)
- Januari Miller ...  WPC Alex Johns (39 afleveringen, 1962-1964)
- Joe Dunlop ...  Det.  Con.  Pearson / ...  (38 afleveringen, 1966-1975)